# Carlos Contreras
Carlos Raúl Contreras Guillén (ur. 7 października 1938 w Santiago, zm. 17 kwietnia 2020 w Puente Alto) – chilijski piłkarz, obrońca. Brązowy medalista Mistrzostw Świata 1962.
W reprezentacji Chile zagrał 30 razy. Debiutował w 1959, ostatni raz zagrał w 1966. Podczas MŚ 62 wystąpił w pięciu spotkaniach Chile w turnieju. Był wówczas piłkarzem Club Universidad de Chile, z klubem tym zdobywał tytuły mistrza kraju.